# أليساندرو دا كونسيساو بينتو
أليساندرو دا كونسيساو بينتو (بالبرتغالية: Alessandro da Conceição Pinto‏) هو لاعب كرة قدم برازيلي في مركز الدفاع، ولد في 21 سبتمبر 1977 في كامبوس دوس غويتاكازس في البرازيل. شارك مع منتخب البرازيل لكرة القدم. أما مع النوادي، فقد لعب مع أتلتيكو باراناينسي وأتلتيكو مينيرو وبوتافوغو ريغاتاس ونادي إيتوانو ونادي بانغو أتلتيكو ونادي بوتافوغو اس بي ونادي ساو كايتانو ونادي فاسكو دا غاما ونادي ميراسول ونادي ناوتيكو.

## وصلات خارجية
- أليساندرو دا كونسيساو بينتو على موقع قاعدة بيانات كرة القدم.إي يو (الإنجليزية)
- أليساندرو دا كونسيساو بينتو على موقع ناشيونال فوتبول تيمز (الإنجليزية)
- أليساندرو دا كونسيساو بينتو على موقع Soccerway.com (الإنجليزية)